# Point of View (DB Boulevard)
Point of View è un brano di musica elettronica dei DB Boulevard del 2001. È stato successivamente inserito nell'album Frequencies, pubblicato nel 2004.

## Il brano
Scritto e interpretato da Moony, ha raggiunto posizioni elevate nelle classifiche di tutto il mondo: è arrivato al primo posto delle vendite in Italia (disco d'oro e di platino), al terzo in Gran Bretagna, al primo nella classifica Dance di Billboard USA, comparendo anche all'interno della serie televisiva americana Sex and the City.

## Classifiche
| Paese           | Anno             | Posizione |
| --------------- | ---------------- | --------- |
| Australia       | 18 marzo 2002    | 1         |
| Belgio          | 4 maggio 2002    | 4         |
| Danimarca       | 23 marzo 2002    | 5         |
| Grecia          | 3 aprile 2002    | 32        |
| Irlanda         | 23 febbraio 2002 | 11        |
| Italia          | 31 dicembre 2001 | 3         |
| Nuova Zelanda   | 21 aprile 2002   | 1         |
| Paesi Bassi     | 11 aprile 2002   | 3         |
| Regno Unito     | 17 febbraio 2002 | 1         |
| Repubblica Ceca | 1º giugno 2002   | 37        |
| Spagna          | 11 marzo 2002    | 6         |
| Svizzera        | 23 maggio 2002   | 48        |